# 布氏漏斗

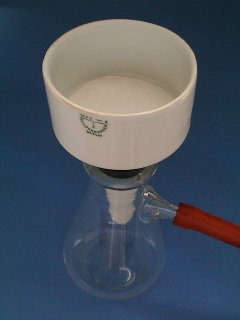
组装完毕布氏漏斗，橡胶管连接真空泵

布氏漏斗（Büchner funnel）是實驗室中使用的一种陶瓷仪器，也有由玻璃或塑料制作的。形状为扁圆筒状，圆筒底面上开了很多小孔，下连一个狭长的筒状出口。普遍认为发明者为1907年诺贝尔化学奖获得者愛德華·比希納（Eduard Buchner），也有一说是由化学家Ernst Büchner发明的。在使用时应配合抽滤瓶（又称吸滤瓶或布氏烧瓶）、布氏漏斗托（密封橡胶环）及滤纸，并用真空泵提供负压力或真空抽吸进行抽滤，达到提高过滤速度的效果。

## 使用方法
首先将布氏漏斗托（即橡胶环）从下方筒状出口套入，并确保橡胶环和出口管紧密贴紧。其次将滤纸剪成略小于布氏漏斗内径，置入布氏漏斗并让其贴紧扁圆面，可使用少量水润湿使其贴紧，再将漏斗插进布氏烧瓶上方开口并确保气密性良好。然后利用橡胶管把抽滤瓶的侧口连抽气系统。最后将欲分离的固体、液体混合物倒进上方，便可进行抽滤，液体成分在负压力作用下被抽进抽滤瓶，固体留在滤纸上方。此时还可以对固体进行洗涤。

## 注意事项

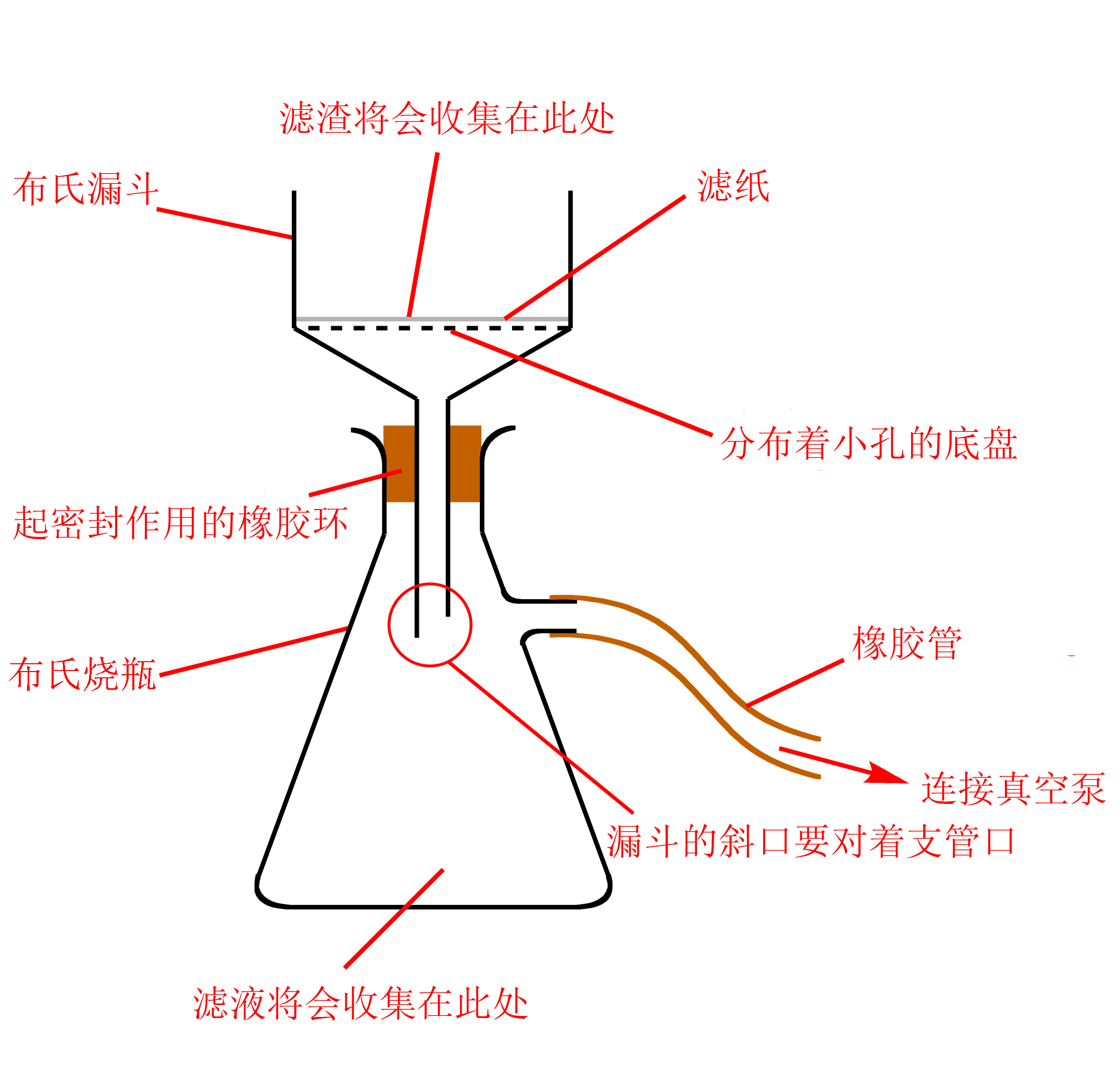
使用图示

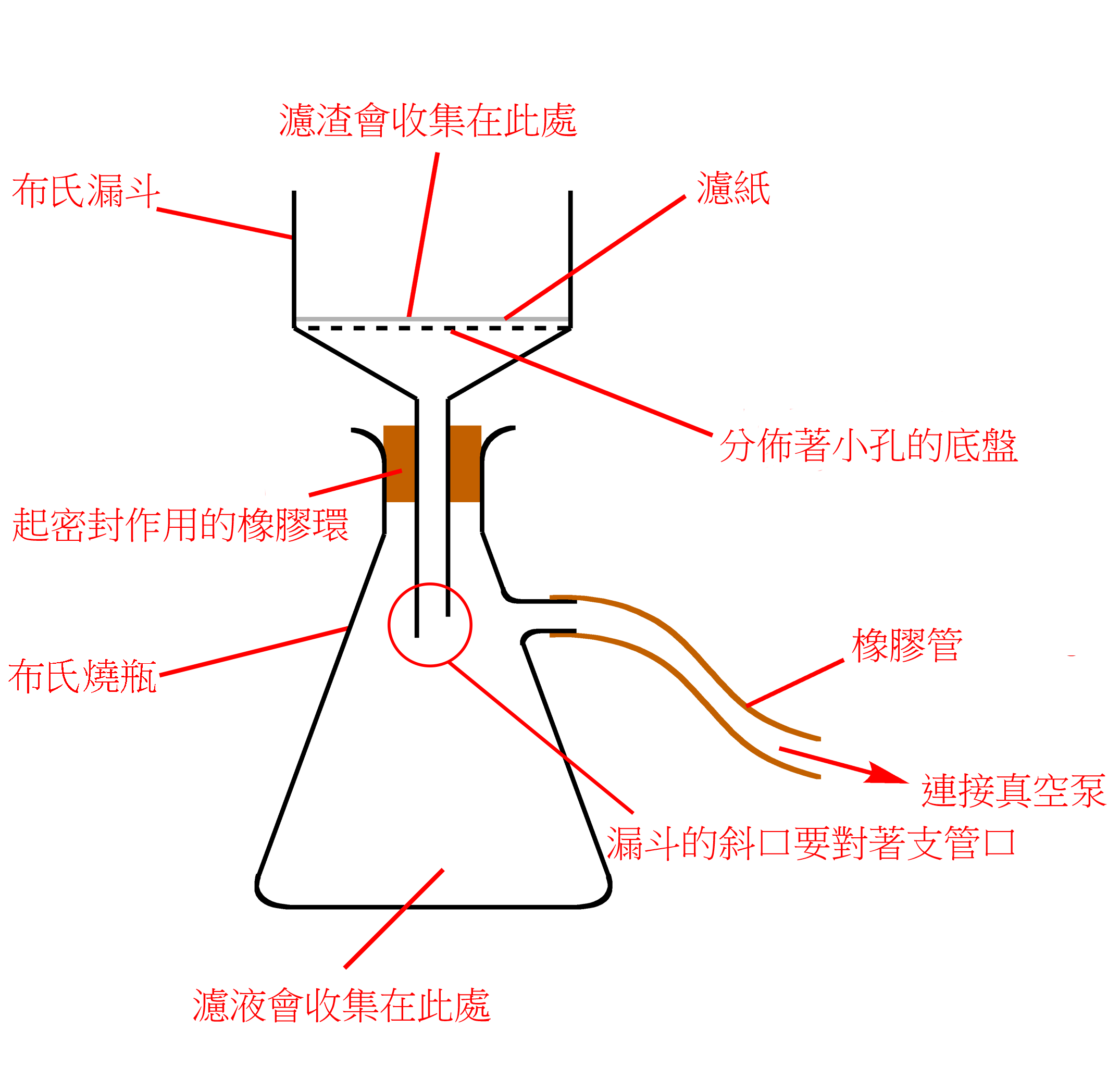
使用圖示

- 布氏漏斗的使用价值依赖于抽滤，因此在组装抽滤仪器的时候应该确保气密性良好，主要关注橡胶环内面和布氏漏斗的贴紧程度以及橡胶环外面和抽滤瓶的贴紧程度。在抽滤过程中，也可通过观察真空泵的仪表盘的压力值来判断气密性，并及时改良装置。
- 使用布氏漏斗时，滤纸的大小十分重要。一般情况下，滤纸要经过裁剪之后才能使用。裁剪的标准是使得滤纸能够盖住布氏漏斗的所有小孔并使其直径尽量接近布氏漏斗的内径，但不可大于布氏漏斗的内径。如果滤纸过小，则固液混合物可能未经过滤纸就从布氏漏斗的小孔流入抽滤瓶中；如果滤纸过大，则滤纸无法紧贴布氏漏斗，固液混合物可能从滤纸和布氏漏斗的空隙间未经过滤而流入抽滤瓶中。这都会导致滤渣的量减少或者滤液不纯净。
- 由于在抽滤的时候湿滤纸收到的负压力较大，所以比较容易破裂。这时可使用双重滤纸甚至更多重的滤纸来防止滤纸破裂。
- 在抽滤时，布氏漏斗下方出水管的斜口应朝向抽滤瓶的支管口，以防止滤液被抽出。